# Левиаш, Виктор Львович
Виктор Львович Левиаш (26 июля 1930, Петрозаводск — 2007) — советский российский архитектор.

## Биография
Виктор Львович Левиаш родился 26 июля 1930 года в Петрозаводске. Сразу же после снятия блокады в 1944 году 14-летний Витя Левиаш поступает в СХШ при Академии художеств, где учится в одном классе вместе со ставшим позднее известнейшим российским художником Ильёй Глазуновым, а также Владимиром Прошкиным и Николаем Абрамовым.
После окончания художественной школы Левиаш зачисляется на архитектурный факультет, который заканчивает в 1957 году. До 1961 года работает в филиале Академии архитектуры и строительства, а затем переходит на работу в 10-ю мастерскую ЛенНИИПРОЕКТа. С 1964 по 1969 год работает в институте ЛенЗНИИЭП, а затем в 18-й мастерской ЛенНИИПРОЕКТа.
Левиаш является автором проекта учебно-лабораторного комплекса Ленинградского электротехнического института. Сам проект был довольно экспериментальным и многократно корректировался, а постройка здания продлилась около 20 лет и сопровождалась негативными публикациями в прессе. В то же время, позднее за смелость архитектурных решений Левиаш удостоился сравнения со знаменитыми модернистами Ле Корбюзье и Луисом Каном.
В 2008 году, через год после смерти Левиаша, в Доме архитектора была открыта выставка его работ.

## Избранные проекты и постройки вЛенинграде

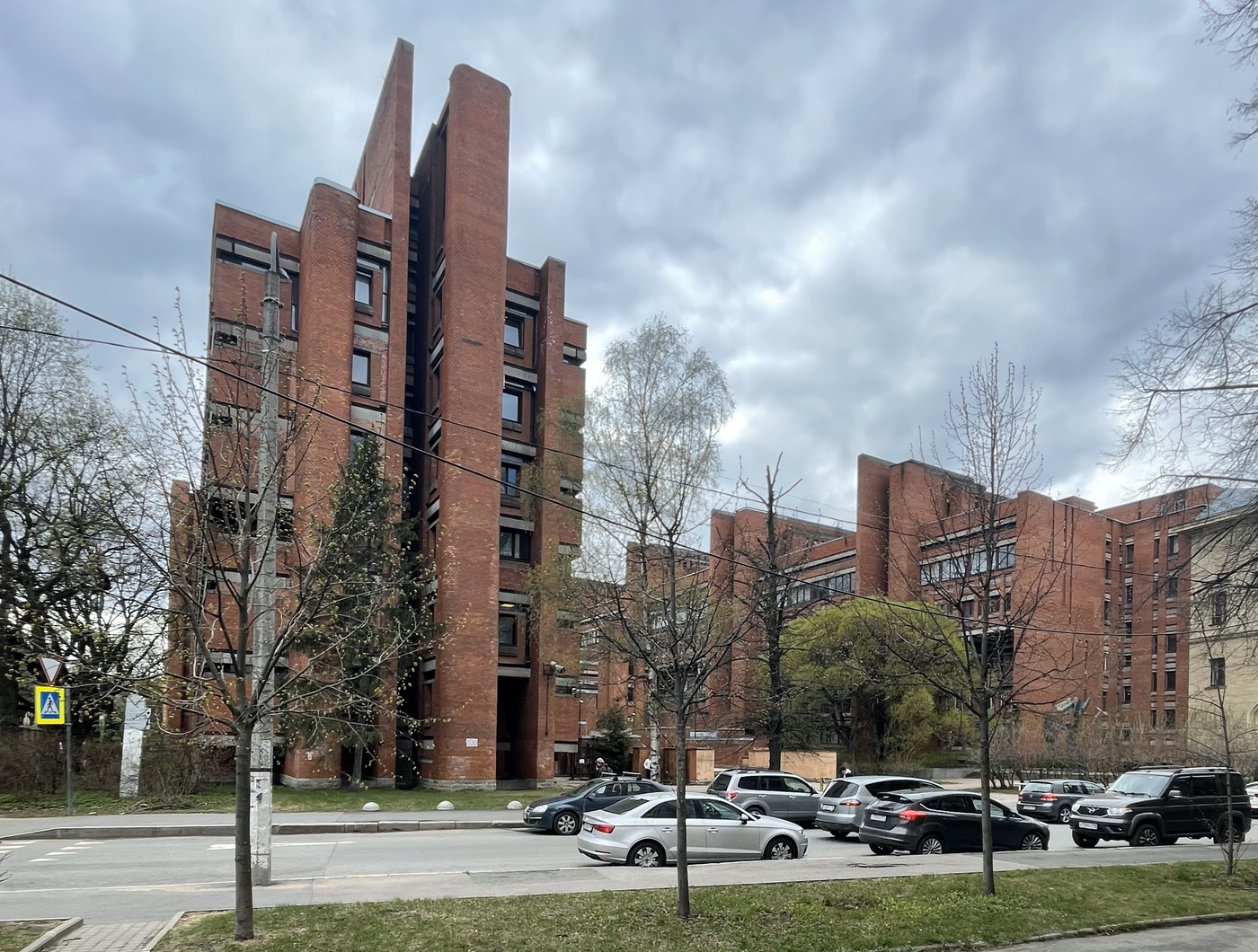
Корпус № 5 Ленинградского электротехнического института

- Комплекс зданий Электротехнического института на улице Профессора Попова, 3 (совместно с Н. З. Матусевичем и М. Г. Гессе, 1968—1972)